# Gesonia fallax
Gesonia fallax là một loài bướm đêm trong họ Noctuidae.